# 스페인 이단심문소

스페인 이단심문소의 문장. 십자가 좌우에 나뭇가지와 칼이 그려져 있다.

성스러운 심문의 심판원(스페인어: Tribunal del Santo Oficio de la Inquisición), 통칭 스페인 이단심문소(스페인어: Inquisición española)는 1478년부터 스페인 왕국에서 있었던 이단심문소다. 아라곤 왕국의 페르난도 2세와 카스티야 왕국의 이사벨 1세가 결혼함으로써 하나의 왕국이 된 스페인은 교황 식스토 4세에게 청원하여 독자적인 종교재판을 열 수 있는 권리를 획득하여 스페인 종교재판을 시작하였다. 1834년 이사벨 2세에 의해 중지되었다.
스페인 이단심문소에 의해 희생된 사람은 적게 잡아도 30만명 이상으로 이 기록에 따르면 31,912 명이 산채로 불에 태워지는 형벌을 받았다. 한편, 희생자의 수를 가장 크게 잡은 기록은 사형이나 고문 등으로 죽은 사람의 수를 2백만명 정도로 보고 있다. 그러나 현대 연구 결과에 따르면 15만명 정도가 기소되었고 2천여명 정도가 실제로 처형당했다.

## 배경
중세 유럽의 이단심문은 12세기 로마 가톨릭교회의 교황 루치오 3세가 이단으로 단죄된 카타리파를 처벌하기 위해 시작하였다. 이후 다양한 형태의 종교재판이 중세 유럽 각국에서 행해졌다. 아라곤 왕국에서는 1232년 카타리파의 소탕을 목적으로 교황 그레고리오 9세에 의해 이단심문이 있었다. 그러나 통일 스페인 왕국이 성립된 15세기에 이르러 종교재판은 지나간 일이 되어 있었다.
14세기까지 이베리아반도는 무어인의 지배로 인한 영향으로 다종교 사회였다. 이슬람교를 믿었던 무어인들은 로마 가톨릭교회, 유대교 등 다른 종교에 관대하였고, 무어인이 지배하고 있던 그라나다에는 이슬람 성원과 함께 유대교 시나고그 그리고 기독교 성당이 함께 있었다. 14세기 이후 아라곤 왕국과 카스티야 왕국에 의해 진행된 레콩키스타에 의해 무어인이 패퇴하고 이베리아반도가 기독교 국가의 지배 아래 놓이게 되자 유대교에 대한 대대적인 탄압이 일어났다. 1391년 6월 일어난 포그롬 때에는 세비야에서 수백명의 유대인이 희생되었고 시나고그는 완전히 파괴되었다.
15세기에 이르러 지속되는 탄압을 피하기 위해 많은 무슬림과 유대인이 가톨릭 신자로 개종하였다. 스페인 대중극의 시조인 후안 델 에시나, 시인 후안 데 메나, 그리고 페르난도 2세의 재상이자 크리스토퍼 콜럼버스의 항해에 자금을 지원한 루이스 데 산타겔 등이 당시 개종한 사람들이다. 이들 개종자들은 자신의 불안한 지위 때문에 더욱 강력히 유대교를 비난하였다.
역사가들은 페르난도 2세와 이사벨 1세의 스페인 이단심문 추진의 이유를 다음과 같이 분석하고 있다.
- 정치 종교적인 동질성 확보: 독립적인 왕국이었던 아라곤 왕국과 카스티야 왕국의 합병으로 탄생한 에스파냐에서 페르난도 2세와 이사벨 1세는 자신들의 통치력을 강화할 필요성이 있었고 이를 위해 다양한 종교가 혼재하고 있던 에스파냐 사회를 가톨릭 국가로 재구성하기 위해 이단심문을 활용하였다.
- 레콩키스타의 전리품: 정복 이전의 부자들은 이단심문의 표적이 되었으며 식스토 4세도 이점을 지적하고 있다.
- 취약한 반대 세력: 당시 지방의 반대 세력은 가톨릭 국가에 대항할 만한 힘이 없었기 때문에 속수무책으로 당할 수밖에 없었다.
- 개종자에 대한 보장: 페르난도 2세의 재상 역시 개종자였던 것처럼 개종자에 대한 보장이 있었기에 이단심문에 대한 반발은 제한적일 수 있었다.

## 진행 과정
스페인 이단심문의 시작은 주로 레콩키스타 과정에서 카스티야 왕국에 편입된 유대인과 무슬림을 대상으로 한 것이었다. 그러나, 종교개혁 이후 16세기에 들어서면서 개신교가 등장하자 이단심문은 개신교도에 대한 억압을 위한 것으로 성격이 변하였다. 수 많은 개신교인들이 가톨릭교회로부터 이단이라는 이유로 화형 당했다.
가톨릭교회의 이단심문 과정은 2008년 밀로스 포먼 감독의 영화 《고야의 유령》에 잘 묘사되어 있다. 일단 이단 혐의가 있다고 생각되는 사람들에게 소환장을 보낸다. 그리고 이단임을 시인하라고 잔혹한 고문을 한다. 고문에 못이겨 이단임을 시인하면 성당의 지하 감옥에 죽을 때까지 갇혀서 고문을당하거나 화형에 처해진다. 이런 잔혹한 고문과 처벌 방식으로 가톨릭교회의 이단심문소는 중세시대 악흑기의 상징이었고 많은 계몽 철학자들의 규탄의 대상이었다.

### 이단심문의 시작
이사벨 1세가 세비야에 머무르던 1477년 ~ 1489년 무렵, 세비야의 도미니코회 수사였던 알론소 데 호헤다는 안달루시아에 개종자를 가장하고 숨어있는 유대교도를 축출하여 줄 것을 청원하였다. 이 청원은 세비야 대주교 페드로 곤잘레스 데 멘도사와 세고비아 도미니코회의 토마스 데 토르케마다에 의한 것이었다고 한다. 이 청원을 빌미로 이사벨 1세는 카스티야 왕국 내에서 ‘거짓’ 개종자들을 심판하기 위한 독자적인 이단심문소를 설치할 수 있도록 교황에게 청원하였다. 그러나 교황은 이 청원을 여러 이유를 들어 반대하였는데, 스페인의 독자적인 교황권에 대한 침해라는 것과 이단심문을 빌미로 하는 스패인의 준군사 행동에 대한 우려 때문이었다. 그러나 오스만 제국의 위협이 거세지자 페르난도 2세는 식스토 4세를 압박하였고, 1477년 11월 1일 교황 식스토 4세는 칙령 Exigit Sinceras Devotionis Affectus(신실한 신앙심에서 우러나온 청원에 대해)을 포고하여 카스티야 왕국에서의 독자적인 이단심문을 허가하였다. 이로부터 2년이 지난 1480년 9월 27일 메디나 델 캄포에서 미겔 데 모리오와 후앙 데 산 마틴을 심판관으로 하는 첫 이단심문이 열렸다.
초기의 이단심문은 재판 청원자였던 알폰소 데 호헤다가 거짓 개종자의 소굴로 지목한 세비야 교구와 코르도바 교구 만을 대상으로 한 것이었다. 1481년 2월 6일 이단심문의 결과 이단을 심판하는 첫 아우토 데 페가 시행되어 여섯명이 화형당하였다. 카스티야 왕국에서는 점차 이단심문이 늘어 1492년에는 카스티야의 8개 도시(아빌라, 코르도바, 하엔, 메디나 델 캄포, 세고비아, 시구엔사, 톨레도, 바야돌리드)에서 이단심문이 개최되었다.
아라곤 왕국에서 시작된 새로운 이단심문에 대해서 페르난도 2세는 12세기의 그것과 다를바 없다고 주장하였으나 교황 식스토 4세는 이견을 보였다. 아라곤의 많은 사람들 역시 이단심문의 시행에 대해 완고하게 반대하였다. 식스토 4세는 다음과 같은 서신을 통해 자신이 반대 이유를 명백히 했다.
많은 독실한 가톨릭 신자가 희생되고 있다. 원한이 있는 자, 적수, 노예 그리고 다른 하층민들이 피고인을 이단자로 몰아 어떠한 심문도 없이 고문하고 감금하며 그들의 재산을 약탈하고 처형을 무기로 그들의 영혼을 위협한다. 이러한 일이 비일비재하다는 너무나 많은 보고를 접하고 있다.
이러한 반대에도 불구하고 페르난도 2세는 교황을 압박하였으며 1483년 10월 17일 결국 교황은 새로운 독자적인 이단심문을 승인하고 토마스 데 토르케마다를 아라곤, 카탈리아 및 발렌시아의 수석 이단심문관으로 임명하였다. 1484년 새로 즉위한 교황 인노첸시오 8세는 로마의 관할이 아닌 독자적 이단심문에 반대하였으나 페르난도 2세는 이에 아랑곳하지 않고 왕권에 의한 심판을 계속하여 1484년 12월과 1509년에 사형 집행과 재산 몰수를 강행하였다. 이로써 이단심문은 스페인 전역에서 진행되었으며 왕권을 위한 도구로 사용되었다. 한편 아라곤 왕국의 도시들은 여전히 이단심문을 반대하였고 이때문에 1484년에서 1485년에 일어난 테루엘에서는 폭동이 일어나기도 하였다.
스페인 이단심문은 1480년에서 1530년까지 다양한 장소에서 다양한 이유로 개최되어 약 2,000여 회의 처형이 이루어졌다. 이들 종교 재판에서 희생된 사람들은 주로 로마 가톨릭으로 개종한 유대인들이었다.

### 유대인 탄압
억압을 피해 스페인을 떠난 유대인의 수는 정확히 알려져 있지 않으나, 역사가 후안 데 마리아나는 80만 명가량으로 추산하였고 돈 이삭 아브라바넬은 30만 명으로 보았다. 근대의 역사가인 카멘은 대략 4만에서 8만 명의 유대인이 스페인을 떠나 이민한 것으로 추산하였다. 1497년 스페인에서 추방된 유대인들은 대개 포르투갈이나 모로코로 옮겨갔다. 이후 스파라딤이라 불리게 된 스페인계 유대인은 유럽, 북아프리카, 오스만 제국 각지의 도시로 흩어졌다.

### 개신교 탄압
1516년 카를로스 1세가 스페인의 새로운 국왕으로 즉위하자 이단심문은 중지되거나 영향력이 약화될 기미를 보였다. 그러나, 개신교의 등장이라는 새로운 상황으로 인해 스페인의 이단심문은 지속되었고 이제 이단심문의 표적은 개신교도가 되었다.
카를로스 1세의 뒤를 이은 스페인의 펠리페 2세는 1558년 발바로이드와 1562년 세비야에서 루터파 개신교도를 대상으로 이단심문을 열었으며 몇 명의 사람이 화형에 처해졌다. 처형된 사람 중에는 왕족도 있었다.

### 검열

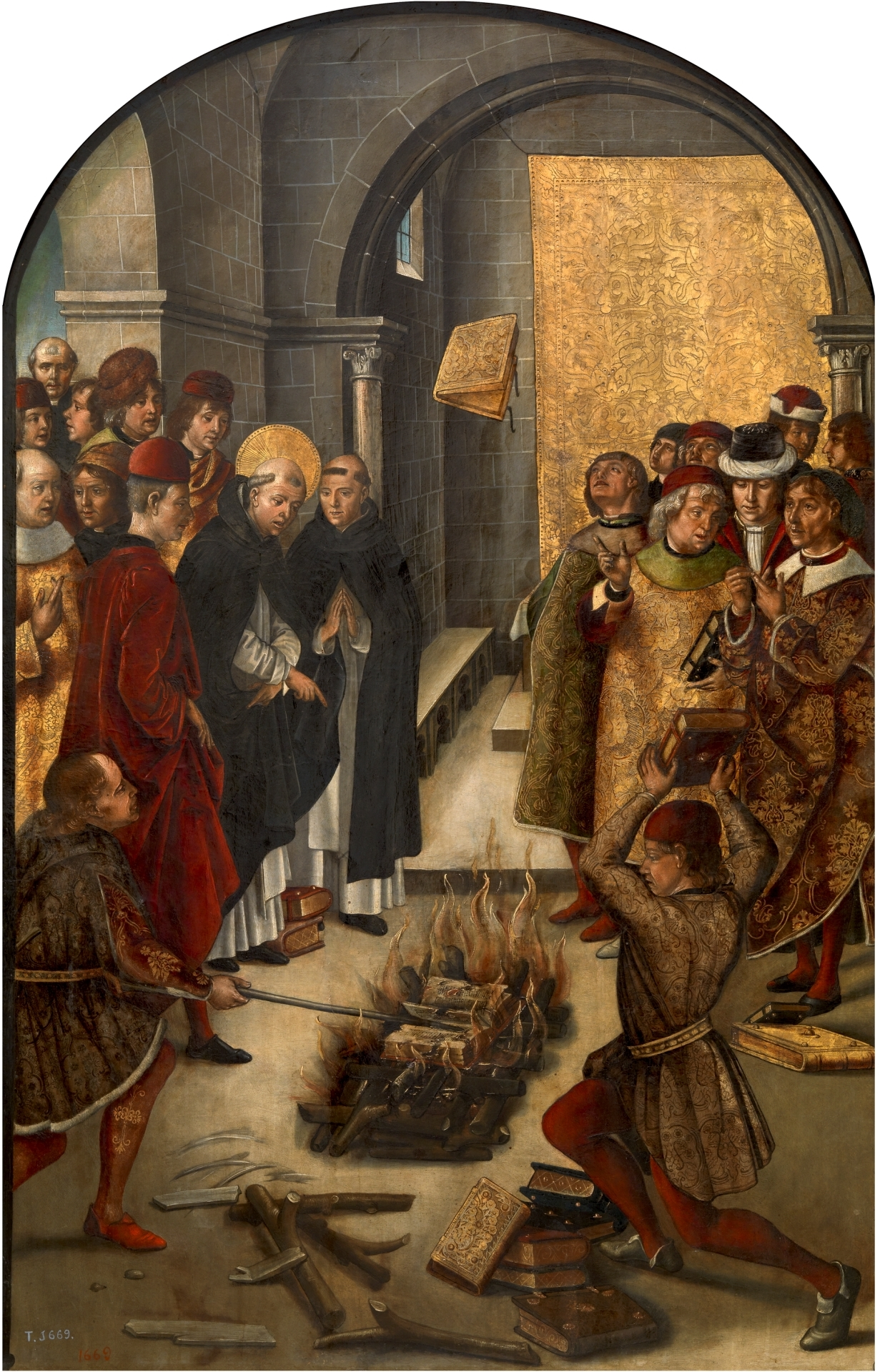
카타리파의 책을 불태우는 성 도미니코, 페드로 베루게테, 1400년대 작품

스페인 이단심문은 개신교의 확산을 막기 위해 금서 목록을 편찬하고 서적을 검열하였다. 모든 책은 출판에 앞서 종교적인 검열을 거쳐야 했다. 1551년 첫 금서 목록이 만들어진 이래 1559년, 1583년, 1612년, 1632년, 그리고 1640년 새로운 목록이 추가되었다.
어떠한 책이든 종류를 막론하고 금서 목록에 오를 수 있었다. 심지어 성경을 자국어로 번역하는 것도 금지되었다. 당시의 금서 목록 중에는 당대 스페인 문학의 걸작을 포함하여 오늘날에는 로마 가톨릭교회에서 성인으로 추앙하는 사람의 작품도 포함되었다.

### 무슬림 탄압
스페인 이단심문은 유대교나 개신교 뿐 아니라 가톨릭으로 개종한 무슬림도 대상으로 하였다. 스페인에 거주하는 무슬림인 모리스코는 그라나다, 아라곤 왕국, 발렌시아 등에 살고 있었다. 공식적으로는 1502년 카스티야 왕국의 모든 무슬림이 가톨릭으로 개종하였으나, 1526년 카를로스 1세가 모든 무슬림의 가톨릭 개종을 의무화하는 칙령을 반포할 정도로 여전히 남아 있었다.
1614년 스페인의 펠리페 3세에 의해 열린 이단심문에서 가톨릭으로 개종하였던 수천의 모리스코가 처형되었다. 카멘은 1615년에서 1700년 사이에 열린 스패인 이단심문의 희생자 가운데 9%가 모리스코였다고 기록하고 있다.

## 같이 보기
- 검은 전설
- 신앙교리성
- 고아 이단심문소
- 기독교 박해

## 참고 문헌
- Henry Charles Lea, A History of the Inquisition of Spain (4 volumes), (New York and London, 1906–1907).
- Henry Kamen, The Spanish Inquisition: A Historical Revision. (Yale University Press, 1999).
- Antonio Puigblanch, La Inquisición sin máscara (Cádiz, 1811-1813). [The Inquisition Unmasked (London, 1816)]
- Juan Antonio Llorente, “Historia crítica de la Inquisición de España”
- William Thomas Walsh, Isabella of Spain (1930) and Characters of the Inquisition (1940). Both reprinted by TAN Books (1987).